# Thiên tự văn
Thiên tự văn (tiếng Trung: 千字文) là một bài thơ dài của Chu Hưng Tự sáng tác vào thời Nam Lương (502 - 557), được tạo thành từ chính xác 1000 chữ Hán không lặp lại, sắp xếp thành 250 dòng bốn ký tự và được nhóm thành bốn khổ thơ có vần điệu dễ nhớ. Tác phẩm này cùng với Tam tự kinh, Bách gia tính là những bài học vỡ lòng của học sinh Trung Quốc trong nhiều thế kỷ.

## Lịch sử
Có một số câu chuyện kể về nguồn gốc của tác phẩm. Có truyền thuyết nói rằng, Lương Vũ Đế của nhà Lương đã ra lệnh cho Ân Thiết Thạch chép lại một ngàn chữ Hán không trùng lặp trên văn bia do nhà thư pháp nổi tiếng thời Đông Tấn là Vương Hi Chi viết, để cho các hoàng tử học tập thư pháp. Nhưng các chữ rời rạc, không liền mạch, cho nên hoàng đế lệnh cho Chu Hưng Tự biên soạn lại thành một tác phẩm có nghĩa. Có thuyết nói rằng, ông đã hoàn thành công việc đó trong một đêm, đến nỗi bạc trắng cả tóc.
Sự phổ biến của tác phẩm này trong triều đại nhà Đường được thể hiện qua việc có khoảng 32 bản sao được tìm thấy trong các cuộc khai quật khảo cổ tại Đôn Hoàng. Vào thời nhà Tống, vì tất cả những người biết chữ đều thuộc nằm lòng tác phẩm này nên thứ tự chữ cái của tác phẩm này được sử dụng để sắp xếp tài liệu theo trình tự giống như việc sử dụng bảng chữ cái alphabet ngày nay.
Các triều đại sau nhà Đường, Tam tự kinh, Bách gia tính, Thiên tự kinh được gọi chung là "Tam Bách Thiên", và là tài liệu phổ quát dành cho học sinh, từ những người ưu tú cho tới thậm chí một vài dân làng bình thường. Khi một học sinh học thuộc được cả ba tác phẩm này, anh ta có thể đọc, phát âm khoảng 2000 chữ Hán (có một số từ trùng lặp giữa các tác phẩm) dù chưa chắc có thể viết hay hiểu ý nghĩa của chúng. Vì tiếng Trung không có bảng chữ cái nên đây là một cách hiệu quả, dù tốn nhiều thời gian, để học chữ trước khi trau dồi kỹ năng đọc hiểu và viết.

## Cấu trúc
Thiên tự văn từ dòng đầu tiên "Thiên địa huyền hoàng" đến câu cuối cùng "Yên tai hồ dã" có tổng cộng 250 câu bốn chữ, nội dung bao quát thiên văn, địa lý, chính trị, kinh tế, xã hội, lịch sử, đạo đức, toàn bộ tác phẩm không có một chữ lặp lại.
Học giả nhà Thanh là Uông Khiếu Doãn, Tôn Khiêm Ích cho rằng Thiên tự văn chia làm bốn phần: Phần đầu từ vũ trụ ra đời, khai thiên tích địa, nói về mặt trời, mặt trăng, các vì sao, thời tiết, khí hậu, tài nguyên thiên nhiên, đến khi con người xuất hiện, hình thành vương quyền, chính trị; Phần hai giảng về các nguyên tắc, tiêu chuẩn tu dưỡng của một con người; Phần ba nói về các vấn đề liên quan đến sự thống trị của vương quyền, tự thuật cuộc sống xa hoa của xã hội thượng lưu, những thành tựu của họ về văn hóa, giáo dục, võ thuật và sự rộng lớn, xinh đẹp của đất nước Trung Quốc; Phần bốn miêu tả chủ yếu về cuộc sống đời thường của dân gian, nói về đạo trị gia của người quân tử.

### Tác phẩm cùng tên
Về các tác phẩm Thiên tự văn khác, thời nhà Tống, Thị Kỳ Vĩ có sáng tác "Tục thiên tự văn". Thời nhà Minh, Từ Vị sáng tác "Tập thiên tự văn". Thời nhà Thanh, Ngô Tỉnh Lan có viết "Cung khánh hoàng thượng thất tuần vạn thọ thiên tự văn". Thái Bình thiên quốc cũng có "Ngự đế thiên tự chiếu". Những tác phẩm này có nội dung khác với Thiên tự văn nhưng cũng sử dụng chung tên này để gọi.

## Sử dụng để đánh số
Bởi vì Thiên tự văn được truyền lưu rộng rãi tại Trung Quốc, lại không có chữ lặp lại nên thường được sử dụng để đánh số. Ví dụ như triều đại nhà Minh, Thanh sử dụng bài thơ này để đánh số phòng thi cá nhân. Hay như tại Đài Loan những năm đầu cũng sử dụng sáu chữ đầu tiên của Thiên tự văn làm chữ mở đầu binh tịch của Bộ quốc phòng để phân chia các khu vực khác nhau, như "Thiên" đại diện khu bắc bộ, "Địa" đại diện khu trung bộ, "Huyền" đại diện khu nam bộ, "Hoàng" đại diện khu đông bộ, "Vũ" và "Trụ" đại diện thành phố Đài Bắc và thành phố Cao Hùng.

## Văn bản[6]

### Nguyên văn chữ Hán
| 1                    | 3                    | 4                    | 5                    | 6                    | 7                    |
| 天地玄黃，宇宙洪荒。 | 蓋此身髮，四大五常。 | 都邑華夏，東西二京。 | 治本於農，務茲稼穡。 | 耽讀玩市，寓目囊箱。 | 布射僚丸，嵇琴阮嘯。 |
| 日月盈昃，辰宿列張。 | 恭惟鞠養，豈敢毀傷。 | 背邙面洛，浮渭據涇。 | 俶載南畝，我藝黍稷。 | 易輶攸畏，屬耳垣牆。 | 恬筆倫紙，鈞巧任釣。 |
| 寒來暑往，秋收冬藏。 | 女慕貞絜，男效才良。 | 宮殿盤郁，樓觀飛驚。 | 稅熟貢新，勸賞黜陟。 | 具膳餐飯，適口充腸。 | 釋紛利俗，竝皆佳妙。 |
| 閏餘成歲，律呂調陽。 | 知過必改，得能莫忘。 | 圖寫禽獸，畫彩仙靈。 | 孟軻敦素，史魚秉直。 | 飽飫烹宰，飢厭糟糠。 | 毛施淑姿，工顰妍笑。 |
| 雲騰致雨，露結為霜。 | 罔談彼短，靡恃己長。 | 丙舍傍啟，甲帳對楹。 | 庶幾中庸，勞謙謹敕。 | 親戚故舊，老少異糧。 | 年矢每催，曦暉朗曜。 |
| 金生麗水，玉出崑岡。 | 信使可覆，器欲難量。 | 肆筵設席，鼓瑟吹笙。 | 聆音察理，鑒貌辨色。 | 妾御績紡，侍巾帷房。 | 璿璣懸斡，晦魄環照。 |
| 劍號巨闕，珠稱夜光。 | 墨悲絲染，詩讚羔羊。 | 升階納陛，弁轉疑星。 | 貽厥嘉猷，勉其祗植。 | 紈扇圓潔，銀燭煒煌。 | 指薪修祜，永綏吉劭。 |
| 果珍李柰，菜重芥薑。 | 景行維賢，克念作聖。 | 右通廣內，左達承明。 | 省躬譏誡，寵增抗極。 | 晝眠夕寐，藍筍象床。 | 矩步引領，俯仰廊廟。 |
| 海鹹河淡，鱗潛羽翔。 | 德建名立，形端表正。 | 既集墳典，亦聚群英。 | 殆辱近恥，林皋幸即。 | 弦歌酒宴，接杯舉觴。 | 束帶矜庄，徘徊瞻眺。 |
| 2                    | 空谷傳聲，虛堂習聽。 | 杜稿鍾隸，漆書壁經。 | 兩疏見機，解組誰逼。 | 矯手頓足，悅豫且康。 | 孤陋寡聞，愚蒙等誚。 |
| 龍師火帝，鳥官人皇。 | 禍因惡積，福緣善慶。 | 府羅將相，路俠槐卿。 | 索居閒處，沉默寂寥。 | 嫡後嗣續，祭祀烝嘗。 | 謂語助者，焉哉乎也。 |
| 始制文字，乃服衣裳。 | 尺璧非寶，寸陰是競。 | 戶封八縣，家給千兵。 | 求古尋論，散慮逍遙。 | 稽顙再拜，悚懼恐惶。 |                      |
| 推位讓國，有虞陶唐。 | 資父事君，曰嚴與敬。 | 高冠陪輦，驅轂振纓。 | 欣奏累遣，慼謝歡招。 | 箋牒簡要，顧答審詳。 |                      |
| 弔民伐罪，周發殷湯。 | 孝當竭力，忠則盡命。 | 世祿侈富，車駕肥輕。 | 渠荷的歷，園莽抽條。 | 骸垢想浴，執熱願涼。 |                      |
| 坐朝問道，垂拱平章。 | 臨深履薄，夙興溫凊。 | 策功茂實，勒碑刻銘。 | 枇杷晚翠，梧桐蚤凋。 | 驢騾犢特，駭躍超驤。 |                      |
| 愛育黎首，臣伏戎羌。 | 似蘭斯馨，如松之盛。 | 磻溪伊尹，佐時阿衡。 | 陳根委翳，落葉飄搖。 | 誅斬賊盜，捕獲叛亡。 |                      |
| 遐邇一體，率賓歸王。 | 川流不息，淵澄取映。 | 奄宅曲阜，微旦孰營。 | 游鵾獨運，凌摩絳霄。 |                      |                      |
| 鳴鳳在竹，白駒食場。 | 容止若思，言辭安定。 | 桓公匡合，濟弱扶傾。 |                      |                      |                      |
| 化被草木，賴及萬方。 | 篤初誠美，慎終宜令。 | 綺回漢惠，說感武丁。 |                      |                      |                      |
|                      | 榮業所基，藉甚無竟。 | 俊乂密勿，多士寔寧。 |                      |                      |                      |
|                      | 學優登仕，攝職從政。 | 晉楚更霸，趙魏困橫。 |                      |                      |                      |
|                      | 存以甘棠，去而益詠。 | 假途滅虢，踐土會盟。 |                      |                      |                      |
|                      | 樂殊貴賤，禮別尊卑。 | 何遵約法，韓弊煩刑。 |                      |                      |                      |
|                      | 上和下睦，夫唱婦隨。 | 起翦頗牧，用軍最精。 |                      |                      |                      |
|                      | 外受傅訓，入奉母儀。 | 宣威沙漠，馳譽丹青。 |                      |                      |                      |
|                      | 諸姑伯叔，猶子比兒。 | 九州禹跡，百郡秦并。 |                      |                      |                      |
|                      | 孔懷兄弟，同氣連枝。 | 岳宗泰岱，禪主云亭。 |                      |                      |                      |
|                      | 交友投分，切磨箴規。 | 雁門紫塞，雞田赤城。 |                      |                      |                      |
|                      | 仁慈隱惻，造次弗離。 | 昆池碣石，鉅野洞庭。 |                      |                      |                      |
|                      | 節義廉退，顛沛匪虧。 | 曠遠綿邈，岩岫杳冥。 |                      |                      |                      |
|                      | 性靜情逸，心動神疲。 |                      |                      |                      |                      |
|                      | 守真志滿，逐物意移。 |                      |                      |                      |                      |
|                      | 堅持雅操，好爵自縻。 |                      |                      |                      |                      |

### Phiên âm Hán Việt
| 1                                             | 3                                           | 4                                          | 5                                             | 6                                           | 7                                         |
| thiên địa huyền hoàng, vũ trụ hồng hoang.     | cái thử thân phát, tứ đại ngũ thường.       | đô ấp hoa hạ, đông tây nhị kinh.           | trị bản ư nông, vụ tư giá sắc.                | đam độc ngoạn thị, ngụ mục nang tương.      | bố xạ liêu hoàn, kê cầm nguyễn khiếu.     |
| nhật nguyệt doanh trắc, thần túc liệt trương. | cung duy cúc dưỡng, khởi cảm huỷ thương.    | bối mang diện lạc, phù vị cứ kinh.         | thục tải nam mẫu, ngã nghệ thử tắc.           | dị du du uý, thuộc nhĩ viên tường.          | điềm bút luân chỉ, quân xảo nhậm điếu.    |
| hàn lai thử vãng, thu thu đông tàng.          | nữ mộ trinh khiết, nam hiệu tài lương.      | cung điện bàn uất, lâu quan phi kinh.      | thuế thục cống tân, khuyến thưởng truất trắc. | cụ thiện xan phạn, thích khẩu sung trường.  | thích phân lợi tục, tịnh giai giai diệu.  |
| nhuận dư thành tuế, luật lã điệu dương.       | tri quá tất cải, đắc năng mạc vong.         | đồ tả cầm thú, hoạch thái tiên linh.       | mạnh kha đôn tố, sử ngư bỉnh trực.            | bão ứ phanh tể, cơ yếm tao khang.           | mao thi thục tư, công tần nghiên tiếu.    |
| vân đằng trí vũ, lộ kết vy sương.             | võng đàm bỉ đoản, mỹ thị kỷ trưởng.         | bính xá bàng khởi, giáp trướng đối doanh.  | thứ kỷ trung dong, lao khiêm cẩn sắc.         | thân thích cố cựu, lão thiểu dị lương.      | niên thi mỗi thôi, hy huy lãng diệu.      |
| kim sinh lệ thuỷ, ngọc xuất côn cương.        | tín sử khả phúc, khí dục nan lượng.         | tứ diên thiết tịch, cổ sắt xuy sinh.       | linh âm sát lý, giám mạo biện sắc.            | thiếp ngự tích phưởng, thị cân duy phòng.   | tuyền ky huyền oát, hối phách hoàn chiếu. |
| kiếm hiệu cự khuyết, châu xưng dạ quang.      | mặc bi ty nhiễm, thi tán cao dương.         | thăng giai nạp bệ, biện chuyển nghi tinh.  | di quyết gia du, miễn kỳ chi thực.            | hoàn phiến viên khiết, ngân chúc vĩ hoàng.  | chỉ tân tu hỗ, vĩnh tuy cát thiệu.        |
| quả trân lý nại, thái trùng giới khương.      | cảnh hành duy hiền, khắc niệm tác thánh.    | hữu thông quảng nội, tả đạt thừa minh.     | tỉnh cung cơ giới, sủng tăng kháng cực.       | trú miên tịch mị, lam duẩn tượng sàng.      | củ bộ dẫn lĩnh, phủ ngưỡng lang miếu.     |
| hải hàm hà đạm, lân tiềm vũ tường.            | đức kiến danh lập, hình đoan biểu chính.    | ký tập phần điển, diệc tụ quần anh.        | đãi nhục cận sỉ, lâm cao hạnh tức.            | huyền ca tửu yến, tiếp bôi cử trường.       | thúc đới căng trang, bồi hồi chiêm thiếu. |
| 2                                             | không cốc truyện thanh, hư đường tập thính. | đỗ cảo chung lệ, tất thư bích kinh.        | lưỡng sơ kiến cơ, giải tổ thuỳ bức.           | kiểu thủ đốn túc, duyệt dự thả khang.       | cô lậu quả văn, ngu mông đẳng tiếu.       |
| long sư hoả đế, điểu quan nhân hoàng.         | hoạ nhân ác tích, phúc duyên thiện khánh.   | phủ la tướng tương, lộ hiệp hoè khanh.     | tác cư nhàn xứ, trầm mặc tịch liêu.           | đích hậu tự tục, tế tự chưng thường.        | vị ngữ trợ giả, yên tai hồ dã.            |
| thuỷ chế văn tự, nãi phục y thường.           | xích bích phi bảo, thốn âm thị cạnh.        | hộ phong bát huyện, gia cấp thiên binh.    | cầu cổ tầm luận, tán lự tiêu dao.             | kê tảng tái bái, tủng cụ khủng hoàng.       |                                           |
| thôi vị nhượng quốc, hữu ngu đào đường.       | tư phụ sự quân, viết nghiêm dữ kính.        | cao quan bồi liễn, khu cốc chấn anh.       | hân tấu luỹ khiển, thích tạ hoan chiêu.       | tiên điệp giản yếu, cố đáp thẩm tường.      |                                           |
| điếu dân phạt tội, chu phát ân thang.         | hiếu đương kiệt lực, trung tắc tận mệnh.    | thế lộc xỉ phú, xa giá phì khinh.          | cừ hà đích lịch, viên mãng trừu điều.         | hài cấu tưởng dục, chấp nhiệt nguyện lương. |                                           |
| toạ triêu vấn đạo, thuỳ củng bình chương.     | lâm thâm lý bạc, túc hưng ôn sảnh.          | sách công mậu thực, lặc bi khắc minh.      | tỳ ba vãn thuý, ngô đồng tảo điêu.            | lư la độc đặc, hãi dược siêu tương.         |                                           |
| ái dục lê thủ, thần phục nhung khương.        | tự lan tư hinh, như tùng chi thịnh.         | bàn hoát y doãn, tá thì a hành.            | trần căn uỷ ế, lạc diệp phiêu dao.            | tru trảm tặc đạo, bộ hoạch bạn vong.        |                                           |
| hà nhĩ nhất thể, suất tân quy vương.          | xuyên lưu bất tức, uyên trừng thủ ánh.      | yểm trạch khúc phụ, vy đán thục dinh.      | du côn độc vận, lăng ma giáng tiêu.           |                                             |                                           |
| minh phụng tại trúc, bạch câu thực trường.    | dung chỉ nhược tư, ngôn từ an định.         | hoàn công khuông hợp, tế nhược phù khuynh. |                                               |                                             |                                           |
| hoá bị thảo mộc, lại cập vạn phương.          | đốc sơ thành mỹ, thận chung nghi linh.      | ỷ hồi hán huệ, thuyết cảm võ đinh.         |                                               |                                             |                                           |
|                                               | vinh nghiệp sở cơ, tạ thậm vô cánh.         | tuấn nghệ mật vật, đa sĩ tẩm ninh.         |                                               |                                             |                                           |
|                                               | học ưu đăng sĩ, nhiếp chức tòng chính.      | tấn sở canh bá, triệu nguỵ khốn hoành.     |                                               |                                             |                                           |
|                                               | tồn dĩ cam đường, khứ nhi ích vịnh.         | giả đồ diệt quắc, tiễn thổ hội minh.       |                                               |                                             |                                           |
|                                               | nhạc thù quý tiện, lễ biệt tôn ty.          | hà tuân ước pháp, hàn tệ phiền hình.       |                                               |                                             |                                           |
|                                               | thượng hoà hạ mục, phu xướng phụ tuỳ.       | khởi tiễn phả mục, dụng quân tối tinh.     |                                               |                                             |                                           |
|                                               | ngoại thâu phó huấn, nhập phụng mẫu nghi.   | tuyên uy sa mạc, trì dự đan thanh.         |                                               |                                             |                                           |
|                                               | chư cô bá thúc, do tử tỷ nhi.               | cửu châu vũ tích, bách quận tần tịnh.      |                                               |                                             |                                           |
|                                               | khổng hoài huynh đệ, đồng khí liên chi.     | nhạc tông thái đại, thiền chủ vân đình.    |                                               |                                             |                                           |
|                                               | giao hữu đầu phân, thiết ma châm quy.       | nhạn môn tử tắc, kê điền xích thành.       |                                               |                                             |                                           |
|                                               | nhân từ ẩn trắc, tạo thứ phất ly.           | côn trì kiệt thạch, cự dã động đình.       |                                               |                                             |                                           |
|                                               | tiết nghĩa liêm thoái, điên phái phỉ khuy.  | khoáng viễn miên mạc, nham tụ yểu minh.    |                                               |                                             |                                           |
|                                               | tính tĩnh tình dật, tâm động thần bì.       |                                            |                                               |                                             |                                           |
|                                               | thủ chân chí mãn, trục vật ý di.            |                                            |                                               |                                             |                                           |
|                                               | kiên trì nhã thao, hảo tước tự my.          |                                            |                                               |                                             |                                           |